# Moreland (Geòrgia)
Moreland és una població dels Estats Units a l'estat de Geòrgia. Segons el cens del 2000 tenia 393 habitants.

## Demografia
Segons el cens del 2000, Moreland tenia 393 habitants, 150 habitatges, i 109 famílies. La densitat de població era de 174,4 habitants/km².
Dels 150 habitatges en un 33,3% hi vivien nens de menys de 18 anys, en un 52% hi vivien parelles casades, en un 14,7% dones solteres, i en un 27,3% no eren unitats familiars. En el 24% dels habitatges hi vivien persones soles el 12,7% de les quals corresponia a persones de 65 anys o més que vivien soles. El nombre mitjà de persones vivint en cada habitatge era de 2,62 i el nombre mitjà de persones que vivien en cada família era de 3,12.
Per edats la població es repartia de la següent manera: un 24,7% tenia menys de 18 anys, un 9,4% entre 18 i 24, un 28,8% entre 25 i 44, un 21,9% de 45 a 60 i un 15,3% 65 anys o més.
L'edat mediana era de 37 anys. Per cada 100 dones de 18 o més anys hi havia 87,3 homes.
La renda mediana per habitatge era de 45.375 $ i la renda mediana per família de 58.000 $. Els homes tenien una renda mediana de 32.500 $ mentre que les dones 31.042 $. La renda per capita de la població era de 17.846 $. Entorn del 8,2% de les famílies i el 9,4% de la població estaven per davall del llindar de pobresa.

## Poblacions més properes
El següent diagrama mostra les poblacions més properes.